# Pleurotus
Pleurotus (Fr.) P. Kumm. (boczniak) – rodzaj grzybów z rodziny boczniakowatych (Pleurotaceae).

## Charakterystyka
Grzyby pasożytnicze i saprotroficzne żyjące na drewnie. Powodują białą zgniliznę drewna. Owocniki duże, mięsiste. Kapelusze suche, z błonkowatą osłoną lub bez niej. Skórka bez galaretowatej warstwy. Blaszki białawe, zbiegające na trzon. Trzony przeważnie krótkie, osadzone bocznie. Wysyp zarodników białawy, nieamyloidalny. Zarodniki podłużnie eliptyczne, gładkie, bez pory rostkowej, trama blaszek nieregularna (strzępki są ze sobą nawzajem poprzeplatane).
Większość gatunków jest jadalna. W Polsce jest uprawiany i znajduje się w sprzedaży boczniak ostrygowaty.

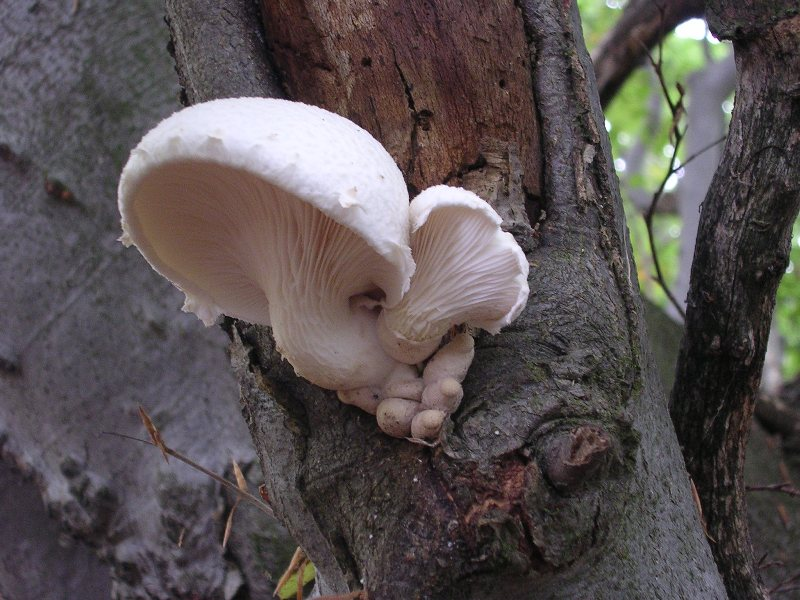
Boczniak białożółty
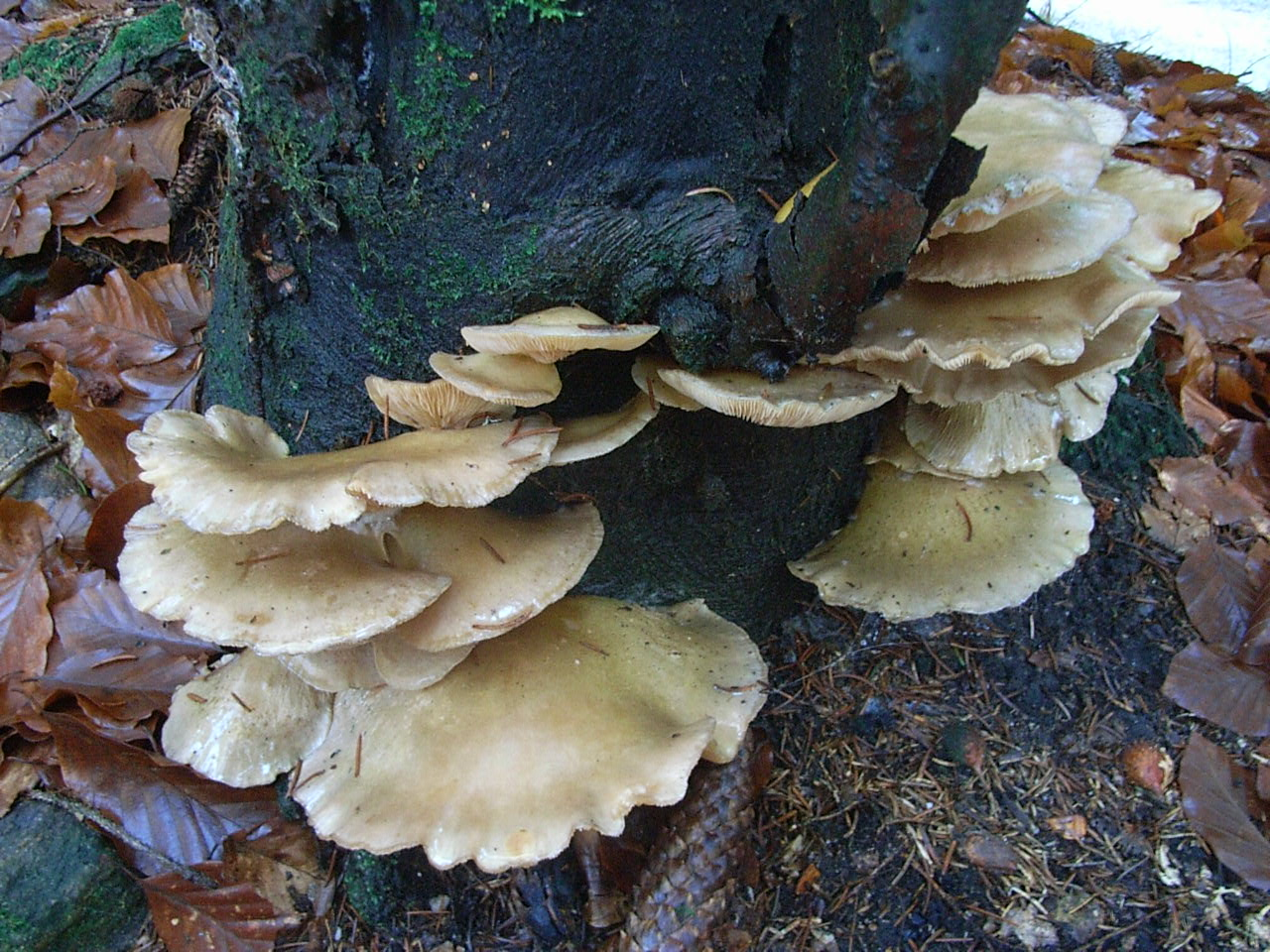
Boczniak łyżkowaty
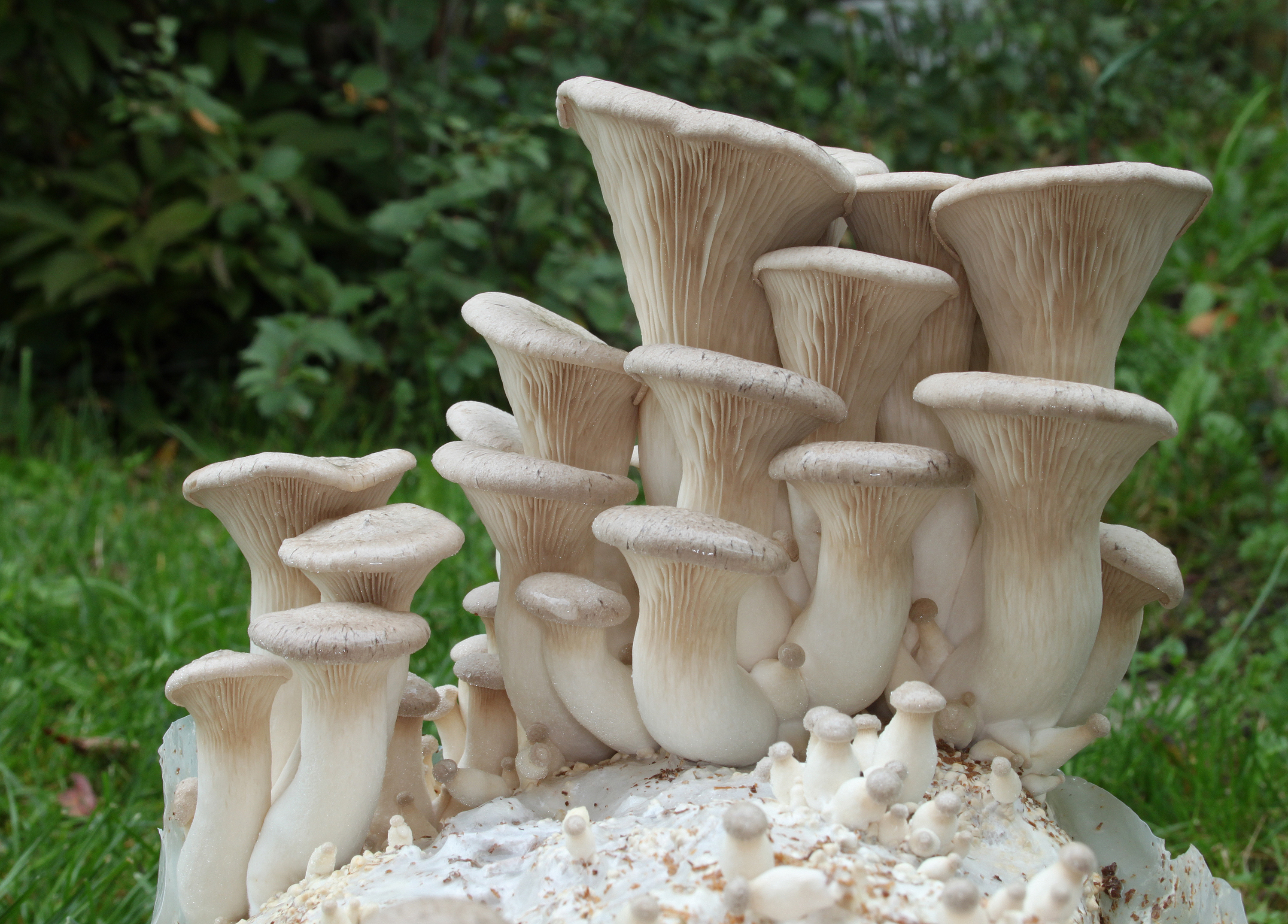
Boczniak mikołajkowy
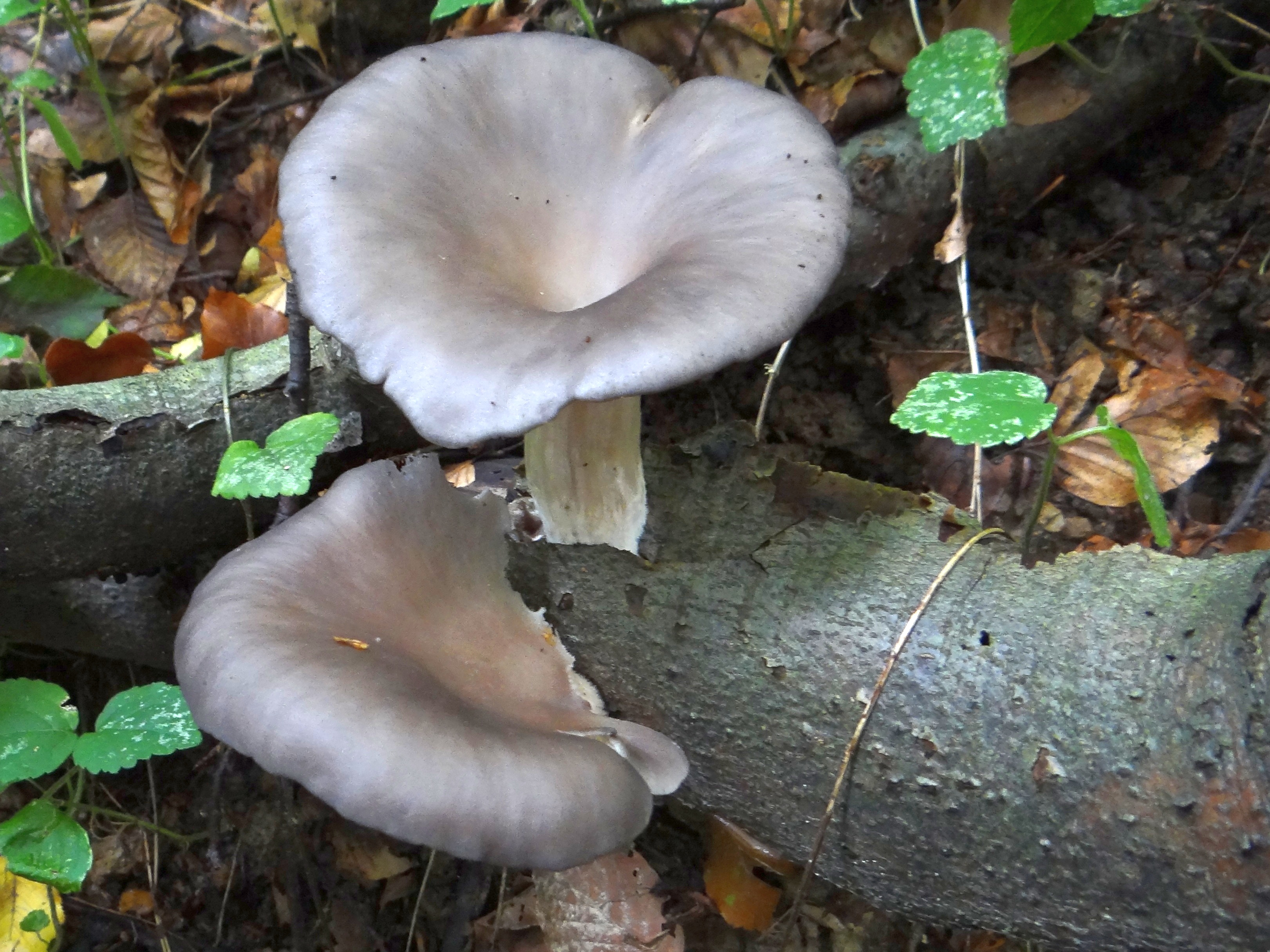
Boczniak niebieskawy
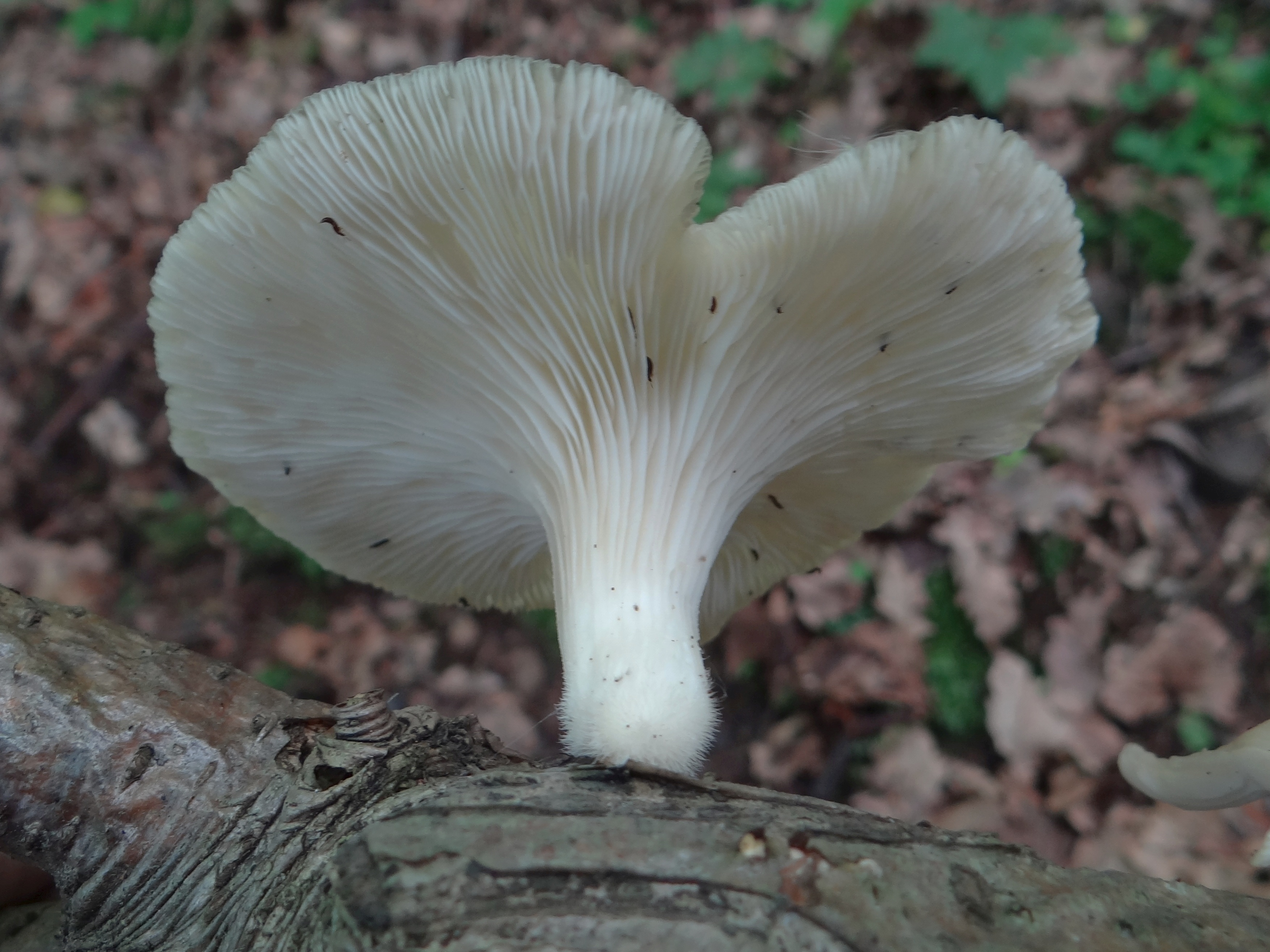
Boczniak rowkowanotrzonowy
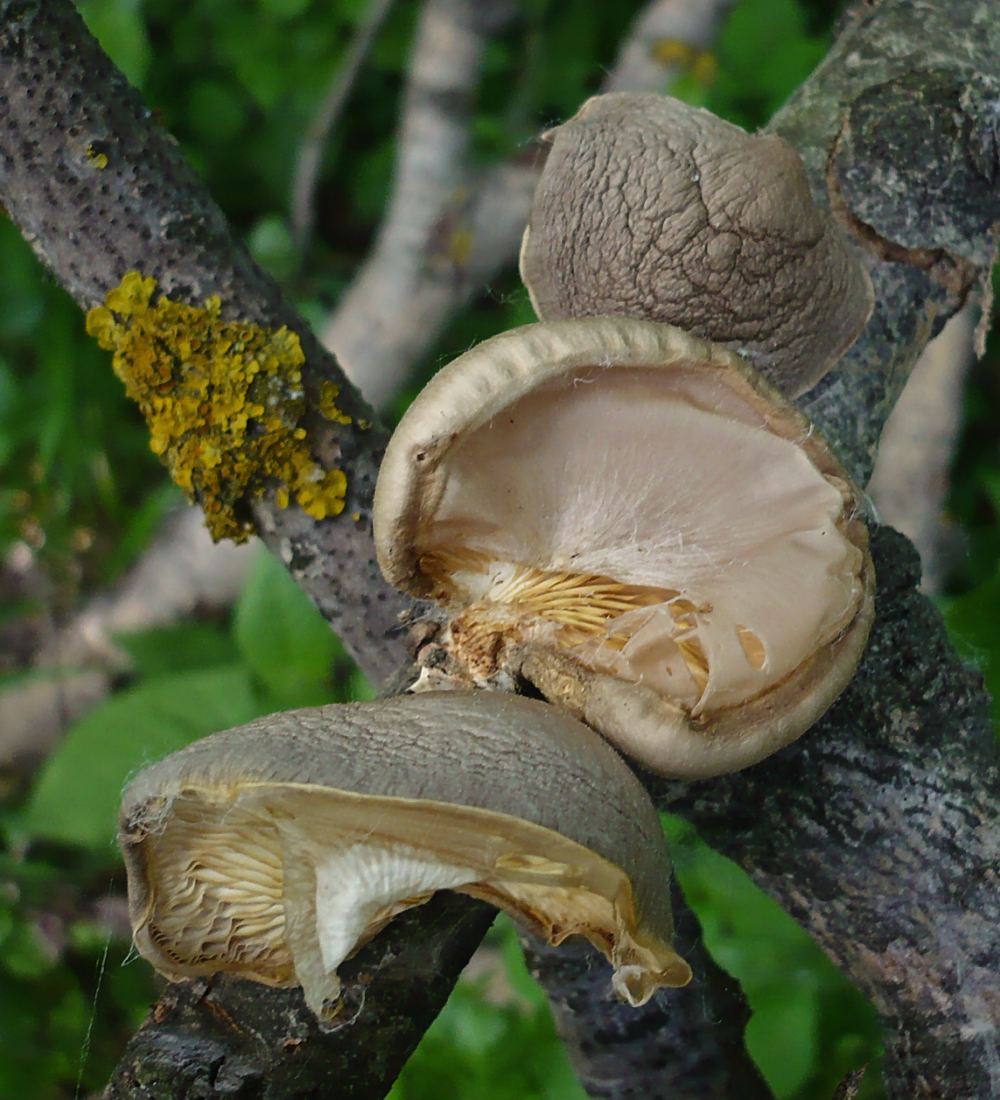
Boczniak topolowy

## Systematyka i nazewnictwo
Pozycja w klasyfikacji według Index Fungorum: Pleurotaceae, Agaricales, Agaricomycetidae, Agaricomycetes, Agaricomycotina, Basidiomycota, Fungi.
Synonimy:
Agaricus familia Crepidopus Nees,
Agaricus trib. Pleurotus Fr.,
Crepidopus Nees ex Gray,
Cyclopleurotus Hasselt,
Gelona Adans.,
Lentodiopsis Bubák,
Pleuropus (Pers.) Roussel,
Pterophyllus Lév.,
Scleroma Fr.
Polską nazwę nadał Stanisław Chełchowski w 1898 r. W polskim piśmiennictwie mykologicznym rodzaj ten opisywany był też jako bedłka, bocznotrzonowiec, przyuszek.
Gatunki występujące w Polsce:
- Pleurotus abieticola R.H. Petersen & K.W. Hughes 1997[6]
- Pleurotus calyptratus (Lindblad) Sacc. 1887 – boczniak topolowy
- Pleurotus columbinus Quél. 1881[7] – boczniak niebieskawy[8]
- Pleurotus cornucopiae (Paulet) Rolland 1910 – boczniak rowkowanotrzonowy
- Pleurotus dryinus (Pers.) P. Kumm. 1871 – boczniak białożółty
- Pleurotus eryngii (DC.) Quél. 1872 – boczniak mikołajkowy
- Pleurotus ostreatus (Jacq.) P. Kumm. 1871 – boczniak ostrygowaty
- Pleurotus pulmonarius (Fr.) Quél. 1872 – boczniak łyżkowaty

Nazwy naukowe na podstawie Index Fungorum. Wykaz gatunków i nazwy polskie według Władysława Wojewody i innych.